# براين شاتز
براين إيمانويل شاتز (بالإنجليزية: Brian Emanuel Schatz)‏ هو سياسي أمريكي من الحزب الديمقراطي ولد في يوم 20 أكتوبر 1972 في آن آربر في ميشيغان. هو عضو في مجلس الشيوخ الأمريكي كممثل عن ولاية هاواي منذ سنة 2012.